# Régis Dericquebourg
Vous pouvez aider à l'améliorer ou bien discuter des problèmes sur sa page de discussion.
- Il ne cite pas suffisamment ses sources. Vous pouvez indiquer les passages à sourcer avec {{référence nécessaire}} ou {{Référence souhaitée}}, et inclure les références utiles en les liant aux notes de bas de page. (Marqué depuis septembre 2014)
- Il ne s’appuie pas, ou pas assez, sur des sources secondaires ou tertiaires. (Marqué depuis juillet 2016)
- Il contient une ou plusieurs listes. Le texte gagnerait à être rédigé sous la forme d’un ou plusieurs paragraphes synthétiques, afin d’être plus agréable à lire. (Marqué depuis juillet 2016)
- Il doit être recyclé. La réorganisation et la clarification du contenu sont nécessaires. (Marqué depuis juillet 2016)
- Il a besoin d'un nouveau plan. (Marqué depuis juillet 2016)

- Archive Wikiwix
- Bing
- Cairn
- DuckDuckGo
- E. Universalis
- Gallica
- Google
- G. Books
- G. News
- G. Scholar
- Persée
- Qwant
- (zh) Baidu
- (ru) Yandex
- (wd) trouver des œuvres sur Wikidata

Régis Dericquebourg est un sociologue français né en 1947. Il a été maître de conférences à l'Université Lille-III. Il est membre permanent du Groupe de sociologie des religions et de la laïcité au CNRS. Il est également professeur associé à la Faculté pour l'Étude Comparative des Religions et de l'Humanisme à Anvers (Belgique).

## De l'universitaire au militant
Titulaire d'un DESS de psychologie clinique et d'un doctorat en psychosociologie, Régis Dericquebourg a soutenu, en 1979 une thèse de troisième cycle sur les Témoins de Jéhovah rédigée sous la direction de Jean Séguy.
Il s'est ensuite dirigé vers l'étude des mouvements religieux qui pratiquent la guérison spirituelle (Antoinisme, Science chrétienne, Église de Scientologie, Invitation à la vie, Association Alliance universelle), et a donc publié des articles et un ouvrage à leur sujet. Bien que certains de ces mouvements aient été considérés comme des sectes, il préfère parler d'Églises guérisseuses.
Dericquebourg pratique une sociologie dite participante divergente de celle des médias et des associations antisectes, dont il juge le traitement alarmiste. Il a participé à un ouvrage collectif sur la Scientologie, patronné et publié par la scientologie elle-même, qui recueille les contributions d'universitaires internationaux.
Il a cofondé l'Observatoire Européen des Religions et de la Laïcité, avec les sociologues Fabrice Desplan, chercheur rattaché de 2008 à 2012 au Groupe, Sociétés, Religions, Laïcités (GSRL) unité mixte de recherche sous tutelle de l'École pratique des hautes études et du CNRS, Bernadette Rigal-Cellard, professeur à l'Université de Bordeaux III, ainsi qu'avec Christiaan Vonck, recteur de la Faculté pour l'Étude Comparative des Religions et de l'Humanisme à Anvers. En octobre 2011, une journée d'étude a été organisée par cet observatoire sur le traitement des minorités religieuses en France, qualifiées pour l'occasion de «nouveaux hérétiques», et a fait l'objet d'une publication aux éditions L'Harmattan.
En collaboration avec l'Observatoire Européen des Religions et de la Laïcité, Régis Dericquebourg a également organisé plusieurs colloques internationaux à la Faculté pour l'Étude Comparative des Religions et de l'Humanisme (Antwerp FVG):
- sur la Scientologie : «Scientology in a scholarly perspective», 24 et 25 janvier 2014, publié dans Acta Comparanda - Subsidia IV (2017),
- sur la Science chrétienne : «The Evolutions of Christian Science in scholarly perspective», 23 et 24 avril 2015, publié dans Acta Comparanda - Subsidia II (2015),
- sur les Témoins de Jéhovah : «The Jehovah’s Witnesses in scholarly perspective: What is new in the scientific study of the movement?». 21 et 22 avril 2016, publié dans Acta Comparanda - Subsidia III (2016),
- sur l’Église de l'Unification : "The Life and Legacy of Sun Myung Moon and the Unification Movements in Scholarly Perspective". (29-30 mai 2017). Subsidia VI (2018).
- Sur les Ahmadis et la Ahmadiyya : " Ahmadiyya in scholarly perspective", 24 et 25 octobre 2019.

## Carrière
Il a d'abord été assistant en 1980, puis maître de conférence à partir de 1986 en psychologie sociale clinique à l'Université Charles de Gaulle à Lille. Il est actuellement professeur associé à la Faculté pour l'Étude Comparative des Religions et de l'Humanisme à Anvers (Belgique). Il est membre permanent du Groupe de sociologie des religions et de la laïcité au CNRS. Il a également un diplôme d’études supérieures spécialisées en psychologie clinique.
En 1986, il commence à étudier les « religions de guérison », dont les antoinistes et la Science chrétienne. Il a également participé à un livre collectif au sujet de la scientologie en 2009. Il est l’auteur de la première thèse française sur les Témoins de Jéhovah. Il présente son étude des groupes religieux comme une « approche de terrain » refusant d’envisager le phénomène religieux « comme une pathologie sociale réceptacle des pathologies individuelles ».

## Œuvres

### Livres
Toutes ses publications Sur le site du CAIRN
- Les religions de guérison, Paris Cerf, 1988.
- Les mouvements religieux minoritaires, aspects et problèmes, Cahier spécial de Mouvements religieux, Sarreguemines, 1992.
- Les Antoinistes, Paris-Turnhout, Brépols, 1993.
- La Christian Science, Milan, L.D.C. 1999.
- Croire et guérir, Paris, Dervy, 2001.
- Georges Roux dit "Le Christ de Montfavet". Ecologisme, ésotérisme et guérison. Bruxelles, Éditions E.M.E., 2012.
- Le (mal)traitement des nouveaux hérétiques. Les minorités religieuses en France. Paris. L'Harmattan. 2013.Direction de l'ouvrage.

### Articles publiés dans des périodiques à comité de lecture
- « Les Témoins de Jéhovah dans le Nord de la France : implantation et expansion », Social Compass, XXIV, 1, 1977, N°3, p. 71-82.
- Attitude des Témoins de Jéhovah et des Baptistes face à l’occupant dans le Nord de la France », Revue du Nord, juin, 1978, p.439- 444.
- « Le Béthel, un ordre religieux jéhoviste ? » Archives de Sciences Sociales des Religions, n° 50/1, 1980, P. 77-88.
- « La place des Témoins de Jéhovah dans les groupes sectaires d’après leurs écrits officiels », Mélanges de Science Religieuse, XXXVIII, 1981, N°2, p.127-132.
- « Religion et thérapie », Archives de Sciences Sociales des Religions, n° 55/2, 1983.
- « Le Jéhovisme : une conception comportementaliste de la vie religieuse », Archives de sciences sociales des religions, 62/3 1986.
- « Quelques caractéristiques du mouvement jéhoviste, conclusions d’une enquête psychosociologique sur les Témoins de Jéhovah », Conscience et Liberté, n° 33, 1er semestre 1987.
- « Le Jéhovisme, contre-emprise à la modernité? », Archives de Sciences Sociales des religions, 68/1-1989, p. 93-112.
- « Stigmates, préjugés, discrimination dans une perspective psychosociale », Bulletin du CESERE, N° 9, daté 1988-1989. Paru en 1990.
- « La thérapie spirituelle antoiniste », Syzygy, Center for Academic Publication, Stanford University Branch, Hiver-printemps 1993. Vol 2, n°1-2.
- L’observation participante dans la recherche en sciences sociales, Analele Scientifice Ale Universitatii « AL. I. Cuza » Din Iasi, Tome III, 1994, pp. 70-78.
- « La guérison par la religion », Revue Française de Psychanalyse, juillet 1997, N° “3, pp. 957-971. Classé B’
- Avant propos de Religion et ethnicité, (numéro dirigé par Régis Dericquebourg), Étude inter-ethniques, Lille III, 1997.
- “Les Religions de guérison, perspectives sur une recherche”, Religiologiques, 18, automne 1998, p. 113-131. UQAM, Montréal.
- “De la thérapie à la religion et inversement : l’exemple de la scientologie et du rebirth” », Recherches Sociologiques, Vol. XXIX, 1998/2. (Numéro : Religion et santé : de la “guérison spirituelle” aux “thérapies psychospirituelles”, sous la direction de Martine Cohen et Régis Dericquebourg).
- Les stratégies des groupes religieux minoritaires face à la lutte anti-secte française. Religiologiques. 22, automne 2000, p. 119-130.
- “Mystagogie et religions de guérison : Max Weber revisité”. Archives de Sciences Sociales des Religions, n° 113, janvier-mars 2001.
- L’implantation des salles du royaume. Les Annales de la recherche urbaine, no 96 : Urbanité et liens religieux, novembre 2004. p. 83-89.
- Le cure spirituali : terapie sociolosiche ? in Quaderni di sociologia, Vol. XLVIII, 2004,35. pp. 119–129.
- Comment les thérapies religieuses sont elles plausibles ? Politica Hermetica n° 18, décembre 2004.
- Souffrance, compétence et résilience. Le cas des Témoins de Jéhovah. In (D. Casajus ed.) : l’Excellence de la souffrance, numéro de Système de pensée en Afrique Noire, EPHE-CNRS, 17, 2005, pp. 91–120.
- How to consider the ceremonies of the Church of Scientology ?, Acta Comparanda XVII, FVG, Anvers, juin 2006, p 79-98
- Les adeptes du Christ de Montfavet. Vers la résurgence d’un culte ou la transformation d’un groupe religieux minoritaire en un cercle de pensée ? ethnographiques.org, Numéro 15 – février 2008.
- Diversité et fausse nouveauté des dits « Nouveaux Mouvements religieux ». Leur place dans l’évolution actuelle du champ religieux. Débats de psychanalyse. Paris, PUF, 1999. p. 37–50 ; Revue classée B.
- Les charismes spécifiques chez Max Weber. Apport de cette notion à la question du lien entre le charisme et la domination. Archives de Sciences sociales des religions,  janvier-mars 2007, p. 21-41.
- The healing religions. A specific sub-group within the global field of religion. Australian Religious Studies Rewiew, numéro 20 (2), août 2007. P.139-157.
- Les adeptes du Christ de Montfavet. Vers la résurgence d’un culte ou la transformation d’un groupe religieux minoritaire en un cercle de pensée ? ethnographiques.org, Numéro 15 – février 2008.
- Western Healing Churches. Manifestations of Archaic Processes or at Ease with Modernity/Hypermodernity? International Journal for the Study of New Religions 2.1 (2011) 105–124
- Christian Science : the first healing church . Acta Comparanda. Subsidia: The evolution of Christian science in scholarly perspective. June 2015. 9-18. Faculty for Comparative Study of religions and Humanism. Antwerpen-Wilrijke. Belgium..
- The rise of prophetism in an industrial society. Market rationality and the economy of charism. À propos de Charles Taze Russell. In The Jehovah's witnesses in scholarly perspective : what is new in the scientific study of the movement ? Acta Comparanda-Subsidia III . June 2016. Faculty of Comparative Study of Religion and Humanism . Wilrijk-Antwerpen. Belgium.
- Affinities between Scientology and Theosophy. Affinités entre la Scientologie et la Théosophie. In Proceedings of the International Conference : Scientology in Scholarly Perspective. 21-25 January 2014 . Acta Comparanda-Subsidia IV. (81-103). Faculty of Comparative Study of Religion and Humanism . Wilrijk-Antwerpen. Belgium.
- Scientology : From the Edges to the Core. Nova Religio, Vol. 20, number, 4, May 2017, (5-12)  (Régis Dericquebourg est guest-editor du numéro).
- The prophetic Career of Sun Myung Moon in Modernity: Alliance between Value rationality and Means-end rationality for the restoration of Paradise on Earth. In The Life and Legacy of Sun Myung Moon. Acta Comparanda. Subsidia VI. April 2018. 101-119.

### Articles parus dans des ouvrages collectifs
- “ De la cure à prévention dans les religions de guérison”, In Gestions religieuses de la santé, Françoise Lautman, ed.  Paris, L’Harmattan, 1995, pp. 39–59.
- « Les résistances aux groupes religieux minoritaires en France » In Pour en finir avec les sectes, Massimo Introvigne et J. Gordon Melton ed., Milan, Cesnur- Di Giovanni, 1996, pp. 73–84. Réédité chez Dervy, 1996.
- Les Témoins de Jéhovah et le rapport d’enquête parlementaire », In Pour en finir avec les sectes, Massimo Introvigne et J. Gordon Melton ed. , Milan, Cesnur-Di Giovanni, 1996, pp. 255–260. Réédité chez Dervy 1996.
- Les phénomènes de rupture dans les sectes, In Ruptures dans le religieux contemporain, Bruno Béthouard ed., Lille, Presses du Septentrion., 1996. p. 47-60.
- Prophétesses, inspiratrices de prophètes… figures de femmes dans les groupes religieux minoritaires, in Ni Eve, Ni Marie (sous la direction de F. Lautman), Genève, Labor et Fides, 1998. pp. 65–85.
- Les Témoins de Jéhovah, in La montée des phénomènes religieux dans les quartiers, St Denis, Profession Banlieue ed., 1998. pp 83–106.
- La controverse sur les sectes en France, In Croyances et société, sous la direction de B. Ouellet et de R. Bergeron, Montréal, St Laurent, Fides, 1997. pp. 79–102.
- Les Témoins de Jéhovah : vers la sortie de la logique sectaire ?., in Françoise Champion et Martine Cohen (ed.): Sectes et Démocratie, Paris, Seuil, 1999.
- Diversité et fausse nouveauté des groupes religieux minoritaires. Leur place dans l’évolution actuelle du champ religieux. In Les sectes (Paul Denis & Jacqueline Schaeffer ed.), Paris, P.U.F., 1999, 37-50.
- Protestation, refus du monde et action humanitaire dans des groupes religieux minoritaires, In P. Bréchon, B. Duriez, J. Ion (ed.), Religion et action dans l’espace public, Paris, L’Harmattan, 2000. p. 75-87.
- Construction d’un type-idéal des religions de guérison à partir d’un échantillon de groupes religieux minoritaires in Convocations thérapeutiques du sacré, Sous la direction de Raymond Massé et Jean Benoist, Paris, Karthala, 2002. pp. 39–59.
- Ellen White (1827-1915) et la fondation de l’adventisme du septième jour. Rôle et réception d’un charisme de la vision prophétique au féminin. In Ces protestants que l’on dit Adventistes, Sous la direction de Fabrice Desplan et Régis Dericquebourg, Paris, L’Harmattan, 2008, 149-175.
- How To Regard The ceremonies of The Church of Scientology, In Scientology (Lewis J. ed.), Oxford University Press, 2009, pp 165–182.
- Becoming a New Ager : A Conversion, An Affiliation, A fashion ? In G. Giordano ed. : Conversion in the Age of Pluralism, Leiden, Brill, 2009. pp. 131–162.
- Legitimizing the Belief through the Authority of Science. The Case of the Church of Scientology . In Handbook of Religion and the Authority of Science. Edited by James R. Lewis and Olav Hammer, Brill, Leiden, New York, 2010.
- La Science Chrétienne et les Psaumes. In Psaumes. Chants de l'humanité. Villeneuve d'Ascq. Ed. du Septentrion. 2010. P. 82-83.
- Le frère André de l’Oratoire, Louis Antoine et autres mystiques : les destins de la mystagogie et du prophétisme.  In Les religions au Canada. Utopie réalisées et contestées. Colloque International organisé par PPF le Canada en devenir : utopie et prophétie, le CECIB (Centre d’étude canadienne interuniversitaire de Bordeaux, Master Religion et sociétés), 16-décembre 2010. Maison des Sciences de l’Homme d’Aquitaine, Université de Bordeaux 3. Jeudi 16/12/2010, 15h. Paru in Bernadette Rigal-Cellard ed. : Prophétie et utopies religieuses au Canada, Bordeaux, Presses de l’université de Bordeaux, 2011, p. 63-83.
- Religious education in France In The Routledge International Handbook of Religious Education. Edited by Derek H. Davis and Elena Miroshnikova. London and New York. Routledge, Taylor & Francis Group. 2012. P.113-121.
- FECRIS : European Federation of Research and Information Center on Sectarianism. In Besier G. , Seiwert H. ed. : Freedom of religion or Belief. Anti-sect Movements and State Neutrality. A case Study : Fecris. Zeitschrift für Glaubenformen und Welstanschauungen. 13, Jahrgang 2012. Helft 2. 183-196.
- Psychologues et Groupes religieux minoritaires, débats sur le statut de psychothérapeute.In Kounkou D. ed. : Réveil du religieux. Éveil de la société. Paris. L'Harmattan. 2013.159-183.
- Psychologiser pour normaliser.Les psys français au service de la lutte contre les hérétiques. In R. Dericquebourg ed. ; Le (Mal)traitement des nouveaux hérétiques. La France et ses minorités religieuses. Paris. L'Harmattan, 2013. 97-126.
- Jehovas Zeugen im Frankreich des 20. Jahrhunderts. In Gerhard Besier and Katarzyna Stoklosa : Jehovas Zeugen im Europa. Geschichte und Gegenwart. LTD Verlag.Dr W Hopf. Berlin. 2013.
- Religions and Human Rights in France. In Hans-Georg Ziebert & Gordan Crpic ed.: Religion and Human Rights. An International Perspective. Heidelberg,New York, Dordrecht,London.2015.31-44. Traduit en anglais.
- Groupes religieux minoritaires et outre-mer français (avec C. Eurvrard, P. Panelle, M. Verfaillie).In Faberon F ed. :.Liberté religieuse et cohésion sociale, la diversité sociale.. Aix-Marseille, Presses de l'université d'Aix-Marseille.2015. 323-342.
- Jehovah's Witnesses in Twentieth-Century France. In Gerhard Besier and Katarzyna Stoklosa : Jehovah's Witnesses In Europe. Past and Present. Cambridge. Cambridge Scholars Publishing. pp 47–85. 2016.
- The Antoinist Church. In David G. Bromley, Director. World Religions and Spirituality Project. Virginia Commonwealth University. 2018.www.wrldrels.org
- The French Law of 1905 Founding laicité and Religious freedom in G. Besier ed :  Religious Freedom. Its Confirmation and Violation During the 20 th and 21 th centuries. Dresden.Sigmund Neumann Institute. Journal for the Study of Beliefs and Worldviews 18. 2017.1-2. 67-82.
- From the French debate on separatism to the renewal of anticultism In Gerhard Besier ed. :Limitations of Religious Freedom. On Stereotypes, Prejudice and Social Discrimination Dresden. Sigmund Neuman Institute.  Religion-Staat-Gesellschaft. Journal for the Study of Beliefs and Worldviews. 21.2020.137-145.